# Barrington-Tops-Nationalpark
Der Barrington-Tops-Nationalpark ist ein 745 km² großer Nationalpark im
australischen Bundesstaat New South Wales, etwa 270 km nördlich von Sydney.
Barrington Tops ist eine Hochebene, die sich zwischen zwei Gipfeln der Mount Royal Ranges erstreckt, einem Teil der Great Dividing Range. Sie bildet gleichzeitig die Wasserscheide zwischen dem Hunter- und dem Manning River. Barrington Tops liegt auf einem Vulkan; es erreicht eine Höhe von 1586 m.
Am 3. Dezember 1969 wurde die Region zwischen Mount Barrington, Mount Royal und den Gloucester Tops zum Nationalpark erklärt. Seit 1982 ist der Park als Teil der Gondwana-Regenwälder Australiens als UNESCO-Welterbe gelistet; als solcher ist er der südlichste der angeschlossenen Nationalparks.

## Geschichte
Das Gebiet der Barrington Tops war Heimat verschiedener Stämme der Aborigines, nämlich der Worimi und Biripi im Osten und der Wonnarua im Westen.
Ab etwa 1820 begannen europäische Siedler in der Region zu siedeln und nutzten die Gebiete, um Holz zu schlagen sowie als Weideland für Vieh. Außerdem wurde hier nach Gold gesucht.
Im frühen 20. Jahrhundert wurde die touristische Nutzung durch Reiten, Jagen und Fischen populär. Der 1948 gegründete The Barrington Club setzte sich für Naturschutz ein. Im Jahr 1959 wurden die ersten Gebiete unter Schutz gestellt.

## Ökosysteme

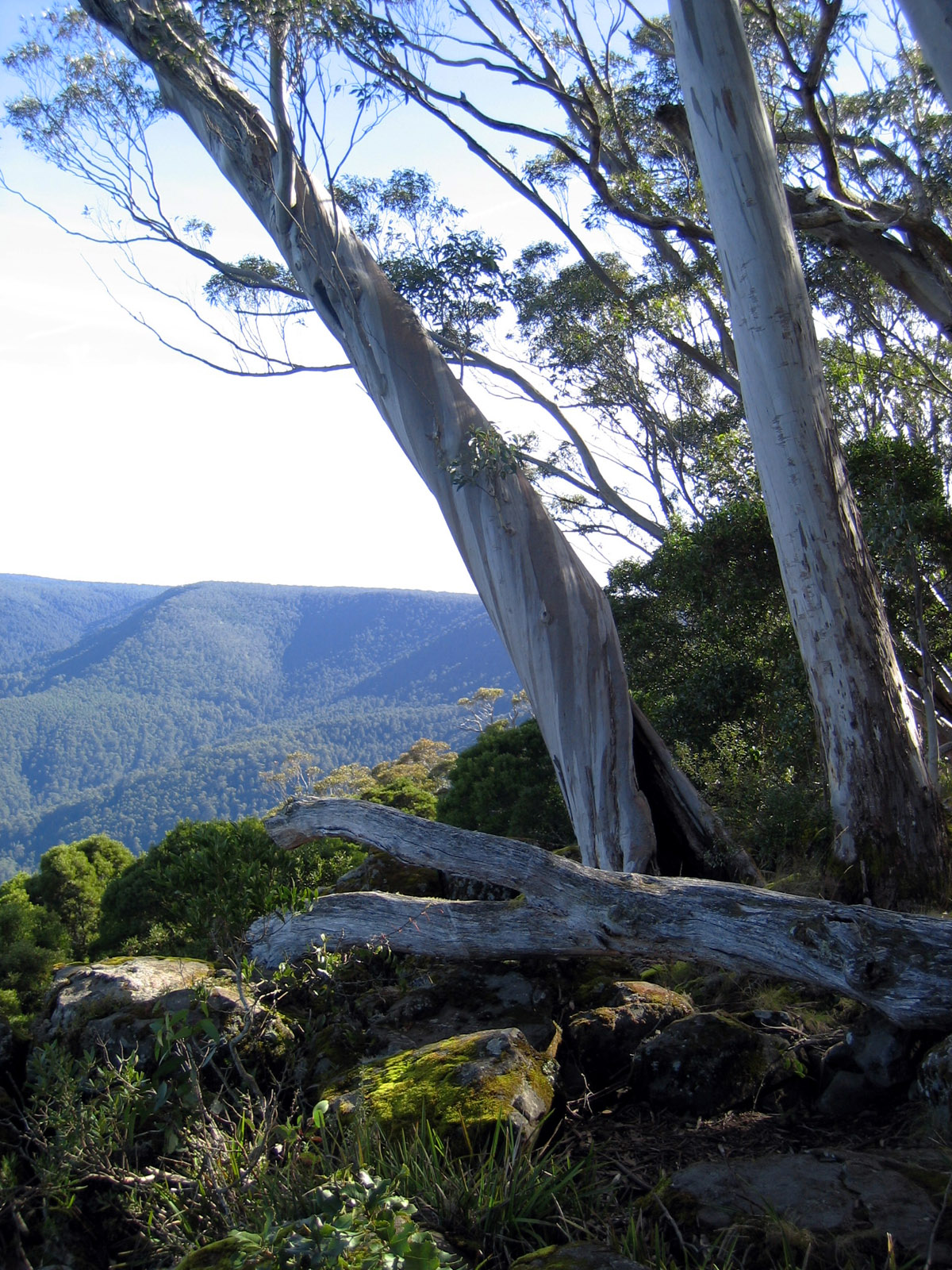
Blick vom Captain Thunderbolt’s lookout über Barrington Tops

Der Park umfasst Ökosysteme von tropischem Regenwald in den geschützten Tälern und Schluchten auf Höhen zwischen 400 und 600 m. Auf Höhen von 700 bis 1400 m befindet sich kühler gemäßigter Regenwald, bei denen Nothofagus moorei vorherrscht. Dem schließt sich eine alpine Zonen mit alpinem Waldland und subalpinen Torfmooren in den Gipfelregionen an.
Über alle Höhen hinweg herrschen Eukalyptus-Wälder mit verschiedenen Arten vor: In den Tälern und an den Hängen dominieren Sydney- und Messmate-Eukalyptus, in den höheren Bereichen auch die Südbuche. Auf dem Plateau herrscht dagegen der kälteresistente Schnee-Eukalyptus vor.
Dank der abgeschiedenen, schwer zugänglichen Lage des Parks hat sich eine vielfältige Tierwelt inklusive einiger bereits als ausgerottet gegoltener Arten erhalten. Ein Schmetterling, drei Spinnen-Arten, drei Wurm-Arten sowie das Krebstier Crenoicus harrisoni sind endemisch im Park.
Außerdem kommen Östliche Graue Riesenkängurus, Rotnackenwallabys, Rotnackenfilander und Nacktnasenwombats vor. Nachtaktive Säugetiere sind u. a. Schlafbeutler, Nasenbeutler und Riesengleitbeutler. Auch Ameisenigel und Schnabeltier finden hier ihren Lebensraum. Schwer zu beobachten ist der Koala, eine stark bedrohte Tierart ist die Australische Maus Pseudomys oralis. Die Australische Breitzahnratte kommt nur an wenigen Stellen in Australien vor.
An Vögeln kommen Leierschwanz, Kakadus, Plattschweifsittiche, Kookaburras, Würgerkrähen und Buschhühner vor. Selten ist der Gelbohr-Rabenkakadu zu beobachten. Reptilien sind u. a. mit den Arten Schwarzotter, Tigerotter, Kupferkopfschlange und Braunschlange vertreten.